# Université suprême de la Défense nationale
L'université suprême de la Défense nationale (en persan : دانشگاه عالی دفاع ملی ) (abrégé DĀʿĀ), est une université située à Téhéran.
Cette université a commencé son activité en 1992 en tant qu'université stratégique et depuis l'année 2002, Subordonnée de l'état-major général des forces armées de la république islamique d'Iran, l'université est dédiée au travail de doctorat sur la doctrine militaire, les sciences de la défense appliquée et la gestion,.
Le général de brigade Ahmad Vahidi (en persan : احمد وحیدی ) est le directeur de l'université suprême de la Défense nationale.

## Facultés
Cette université compte trois facultés (gestion stratégique, défense nationale et sécurité nationale) dans lesquelles sont enseignées les disciplines suivantes:
- Sciences de la défense stratégique (avec des tendances en matière : la défense nationale, la politique de défense et des idées militaires)
- Gestion stratégique (avec des tendances en matière : la gestion stratégique, la gestion stratégique de la connaissance, la gestion stratégique de futurologie, la gestion stratégique militaire et la gestion stratégique de la défense passive)
- Sécurité nationale
- Gestion stratégique culturelle
- Cybersécurité